# 北京交通大学语言与传播学院
语言与传播学院，习惯简称“语传学院”，为北京交通大学的一个学院。
2009年建立，共有教职工150余人，在校本科生和研究生700多人。

## 下设机构
- 英语语言文学系
- 欧亚语言文学系
- 传播学系
- 大学英语教学部
- 研究生英语教学部
- 翻译硕士（MTI）教育中心
- 外语媒体中心